# آنتونی فورنیه
آنتونی فورنیه (انگلیسی: Anthony Fournier؛ زادهٔ ۳۰ آوریل ۱۹۸۹) بازیکن فوتبال اهل فرانسه است.